# Esterházy Pál Antal (1711–1762)

Az Esterházy hercegek családfája

4. herceg galántai Esterházy II. Pál Antal (Kismarton, 1711. április 22. – Bécs, 1762. március 18.) magyar főnemes, osztrák császári tábornagy.

## Élete
Apja Esterházy József Antal (1688-1721) galántai herceg, édesanyja Maria Octavia von Gilleis zu Theras und Sonnenberg bárónő, testvérei Maria Jozefa, Anna Maria és Esterházy Miklós József voltak. Bécsben és Leidenben tanult, és erős érdeklődést mutatott a kultúra iránt. 1733. augusztus 7-én Angliában, a londoni Suffolk utcai, francia nyelven működő szabadkőműves páholyban felavatták, így valószínűleg ő tekinthető – legújabb ismereteink szerint – az első magyar szabadkőművesnek. 1734-től az Esterházy család örököseként, családja szokásához híven támogatta Habsburgokat. Lovassági tábornokként Károly Sándor lotaringiai herceg alatt szolgált az osztrák örökösödési háborúban. 1742-ben egy huszárezred parancsnoka volt. Sziléziában, Csehországban, Bajorországban és Hollandiában kivívott harctéri sikerei után, 1747-ben hercegi rangot kapott altábornagyi rendfokozatához, majd a háború után, 1750-ben elnyerte az Aranygyapjas rend lovagja címet, és Mária Terézia császári követeként Nápolyba küldték, ahol 1753-ig szolgált a Szicíliai Királyságba akkreditálva. 1756-tól a hétéves háborúban mint lovassági tábornok harcolt a boroszlói csatában és az 1757-es török elleni kampányban is részt vett. 1758-ban tábornagyi rendfokozattal visszavonult a katonai szolgálatból, s azután inkább humanitárius és kulturális ügyekkel foglalkozott. 1761-ben a hercegi udvar zenekarának újjászervezésekor Joseph Haydnt ő alkalmazta alkapellmeisterként.

### Származása és neveltetése
Galántai Esterházy Pál Antal herceg 1711. április 22-én született Kismartonban, a Magyar Királyságban galántai Esterházy József Antal herceg (1688–1721) és felesége, született Maria Octavia von Gilleis zu Theras und Sonnenberg bárónő gyermekeként. Három testvére született, egy öcs, Mikéós József és két lánytestvér, Mária Jozefa és Anna Mária. Bécsben és Leidenben tanult, és erős érdeklődést mutatott a kultúra iránt. 1733. augusztus 7-én Angliában, a londoni Suffolk utcai, francia nyelven működő szabadkőműves páholyban felavatták, így valószínűleg ő tekinthető az első magyar szabadkőművesnek.

### Karrierje
1734-től az Esterházy család örököseként, családja szokásához híven, támogatta a Habsburgokat. Lovassági tábornokként Károly Sándor lotaringiai herceg alatt szolgált az osztrák örökösödési háborúban. 1742-ben egy huszárezred parancsnoka volt, majd Sziléziában, Csehországban, Bajorországban és Hollandiában kivívott harctéri sikerei után, 1747-ben birodalmi hercegi rangot kapott altábornagyi rendfokozatához, majd a háború után, 1750-ben elnyerte az Aranygyapjas rend lovagja címet, és császári követként a Szicíliai Királyságba küldték, ahol 1753-ig szolgált.
1756-tól a hétéves háborúban lovassági tábornokként harcolt, a boroszlói csatában és az 1757-es törökellenes hadjáratban is részt vett. 1758-ban tábornagyi rendfokozattal visszavonult a katonai szolgálattól, ezután humanitárius és kulturális ügyekkel foglalkozott. 1761-ben, udvara zenekarának újjászervezésekor Joseph Haydnt alkalmazta alkapellmeisterként.

### Családja
Az olasz arisztokrata Donna Maria Anna Louisa dei Marchesi Lunatti-Viscontit vette feleségül, de házasságuk gyermektelen maradt. Halála után címét és birtokait öccse, Fényes/Pompakedvelő Miklós herceg örökölte.

## Fordítás
Ez a szócikk részben vagy egészben  a   Paul II. Anton Esterházy de Galantha című német Wikipédia-szócikk ezen változatának fordításán alapul.  Az eredeti cikk szerkesztőit annak laptörténete sorolja fel. Ez a jelzés csupán a megfogalmazás eredetét és a szerzői jogokat jelzi, nem szolgál a cikkben szereplő információk forrásmegjelöléseként.